# Астионим
Астио́ним (от др.-греч. ἄστῠ ὄνομα — название города) — вид ойконима, собственное имя города. Примеры: Москва, Варшава, Прага, Вышний Волочёк, Дмитров. Совокупность астионимов именуется «астионимия».
Статус города не универсалия, а является отражением местной географической традиции. Так, в городах Арбойе (Эфиопия) 5 500 жителей (на 2015 год), Понтекс (Канада) — 577 (в 2021 году) и нет промышленности, что для большинства стран характерно для сельской местности. Но город Арбойе имеет статус административного центра ворэды Джэджу, а Понтекс с католической церковью является центром для окружающих прерий фермеров и скотоводов.
Термин предложен Н. В. Подольской в знаменитом «Словаре русской ономастической терминологии» (1978).
Профессор, доктор филологических наук Т. В. Шмелева в учебном пособии по ономастике для студентов высказала свое мнение, что «термин астионим, менее
выразительный [чем урбоним], как кажется, поскольку не поддерживается другими лексическими единицами, что мы всегда старались обнаружить при
введении ономастических терминов» (Шмелева 2013:101).